# Ángel García Rogel
Ángel García Rogel (Orihuela, 4 de febrero de 1887- Orihuela, 14 de marzo de 1971) fue un médico, empresario y político español.

## Biografía
Era hijo del empleado de farmacia Ángel García Munera, natural de Torrevieja, y de la oriolana Eloína Rogel Esbri. Nacido en un hogar modesto, cursó sus estudios de bachillerato en el Colegio de Santo Domingo de Orihuela y se licenció en Medicina y Cirugía en la Universidad de Valencia, ayudado por los jesuitas, con quienes colaboraba en el colegio de San José como docente. Fue un discípulo aventajado del Padre Vicent, promotor de la obra social católica obrera.
En 1914 formó parte del grupo de fundadores del Círculo Católico y en 1918 de la Federación de Sindicatos Católicos. Por motivos profesionales y humanitarios organizó e instaló en Orihuela un hospital de sangre para los heridos de la guerra del Rif.
En el año 1933, después de una larga actividad como patrono y consejero iniciada en el año 1920, fue elegido presidente de la Junta de Gobierno y años después del Consejo Directivo de la Caja de Ahorros de Nuestra Señora de Monserrate, cargos que ostentó hasta su fallecimiento. Fue inspector de los servicios médicos del Seguro de Enfermedad desde 1946 hasta su jubilación como médico profesional en 1956.
Como político militó en las filas de la Comunión Tradicionalista, de la que fue jefe comarcal, y participó en las luchas políticas durante la Segunda República. Sin embargo, no ejerció ningún cargo político en el régimen franquista tras la Guerra Civil. Posteriormente fue jefe provincial carlista de Alicante.
Fue Hermano Mayor seglar de la Cofradía de Nuestra Señora de Monserrate y Caballero cubierto portaestandarte (1946). Recibió la medalla al Mérito en el Ahorro (1960), la medalla al Mérito en el Trabajo en su categoría de plata (1965), la encomienda al Mérito Agrícola (1955), la medalla al Mérito en el Ahorro (1960), la medalla de Oro de la ciudad de Orihuela (1960) y la medalla de plata de la Mutualidad Escolar de Enseñanza Primaria (1958). En 1970 fue nombrado caballero de la Honorífica Orden de San Antón de la Ciudad de Orihuela. Fue demás miembro de Honor del colegio Médico de España (1971). La Caja de Ahorros N. S. de Monserrate de Orihuela fundó en su honor el Patronato «Ángel García Rogel», posteriormente dependiente de la Caja de Ahorros de Alicante y Murcia y de su sucesora la Caja Mediterráneo, que ha patrocinado numerosas obras de investigación.